# Maria Tatar
Maria Magdalene Tatar (13 de mayo de 1945) es una académica estadounidense especializada en literatura infantil, literatura alemana y folclore. Es profesora asociada de Lenguas y Literaturas Germánicas John L. Loeb y Presidenta del Comité de Grados en Folclore y Mitología de la Universidad de Harvard.

## Biografía

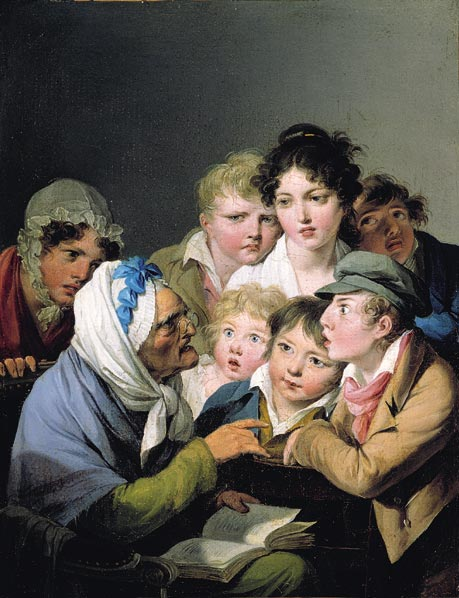
Cuadro titulado And the Ogre Ate Him Up!, de Louis Léopold Boilly. Pintura incluida en la obra de Maria Tatar Enchanted Hunters: The Power of Stories in Childhood.

Maria Tatar nació en Pressath, Alemania. Su familia emigró de Hungría a los Estados Unidos en la década de 1950 cuando ella era una niña.
Creció en Highland Park, Illinois y se graduó en la Highland Park High School en 1963.
Tatar obtuvo una licenciatura de la Universidad de Denison y un doctorado de la Universidad de Princeton. En 1971, después de terminar su doctorado en la Universidad de Princeton, Tatar se unió a la facultad de la Universidad de Harvard. Recibió el cargo en 1978. Vive en Cambridge, Massachusetts.

## Obra selecta
- Spellbound: Studies on Mesmerism and Literature (Princeton University Press,  1978) ISBN 978-0-691-06377-5
- The Hard Facts of the Grimms' Fairy Tales (Princeton, 1987) ISBN 978-0-691-06722-3
- Off With Their Heads! Fairy Tales and the Culture of Childhood (Princeton, 1993) ISBN 978-0-691-06943-2
- The Annotated Classic Fairy Tales (W. W. Norton & Company, 2002) ISBN 978-0-393-05163-6
- The Annotated Brothers Grimm  (W.W. Norton, 2004) ISBN 0-393-05848-4
- The Annotated Hans Christian Andersen (W.W. Norton, 2008) ISBN 978-0-393-06081-2
- Enchanted Hunters: The Power of Stories in Childhood (W.W. Norton, April 2009)[9] ISBN 978-0-393-06601-2
- "From Bookworms to Enchanted Hunters: Why Children Read" (Journal of Aesthetic Education, Summer 2009, vol.43, no.2, p. 19-36) ISSN 0021-8510
- The Annotated Peter Pan, ed., (W.W. Norton, 2011) ISBN 978-0-393-06600-5
- The Annotated African American Folktales, ed. with Henry Louis Gates Jr., (Liveright-W.W. Norton, 2017), ISBN 0-87140-753-1
- The Fairest of Them All: Snow White and 21 Tales of Mothers and Daughters, (Harvard University Press,  2020) ISBN 978-0-674-238-602
- The Heroine with 1001 Faces (La heroína de las mil y un caras). (W.W. Norton, 2021).[10] ISBN 978-1-63149-881-7

## Edición en castellano
- La heroína de las 1001 caras. Kōan. 2023. ISBN 978-84-18223-76-1.
- Hermanos Grimm. Edición anotada. Akal. 2020. ISBN 978-84-460-4989-0.
- Hans Christian Andersen. Edición anotada. Akal. 2020. ISBN 978-84-460-4894-7.
- Peter Pan anotado. Akal. 2013. ISBN 978-84-460-3832-0.
- Los cuentos de hadas clásicos anotados. Crítica. 2003, 2012. ISBN 978-84-8432-488-1, ISBN 978-84-9892-451-0.